# Ratměřice
Obec Ratměřice (německy Radmierschitz) se nachází v okrese Benešov, kraj Středočeský, zhruba 8 km východně od Votic. Žije zde 313 obyvatel. Obec leží v nadmořské výšce 498 m n. m. v oblasti nazývané Česká Sibiř.
Ratměřice je i název katastrálního území o rozloze 7,54 km², na kterém leží části obce Ratměřice (evidováno 103 adres) a Skrýšov, na druhém katastrálním území obce leží část Hrzín.

## Historie
První písemná zmínka o obci pochází z roku 1220.
V 16. ročníku soutěže Vesnice roku v roce 2010 získaly Ratměřice 1. místo a celostátní titul. V březnu 2014 byla obec k vidění v celoplošné televizní reklamě společnosti Vodafone na rychlý internet v mobilu.

### Územněsprávní začlenění
Dějiny územněsprávního začleňování zahrnují období od roku 1850 do současnosti. V chronologickém přehledu je uvedena územně administrativní příslušnost obce v roce, kdy ke změně došlo:
- 1850 země česká, kraj České Budějovice, politický a soudní okres Votice[6]
- 1855 země česká, kraj Tábor, soudní okres Votice
- 1868 země česká, politický okres Sedlčany, soudní okres Votice
- 1939 země česká, Oberlandrat Tábor, politický okres Sedlčany, soudní okres Votice[7]
- 1942 země česká, Oberlandrat Praha, politický okres Sedlčany, soudní okres Votice[8]
- 1945 země česká, správní okres Sedlčany, soudní okres Votice[9]
- 1949 Pražský kraj, okres Votice[10]
- 1960 Středočeský kraj, okres Benešov
- 2003 Středočeský kraj, okres Benešov, obec s rozšířenou působností Votice

### Rok 1932
V obci Ratměřice (přísl. Skrýšov, 417 obyvatel) byly v roce 1932 evidovány tyto živnosti a obchody: 3 hostince, 2 koláři, kovář, 2 krejčí, obuvník, 4 rolníci, řezník, 3 obchody se smíšeným zbožím, 2 trafiky, truhlář, 2 velkostatky.

## Doprava
Dopravní síť
- Pozemní komunikace – Obcí prochází silnice II/150 Votice - Jankov - Ratměřice - Louňovice pod Blaníkem - Čechtice - D1 exit 66 (Loket).

Železnice
- Železniční trať ani stanice na území obce nejsou.

Veřejná doprava 2012
- Autobusová doprava – V obci zastavovaly autobusové linky jedoucí např. do těchto cílů: Benešov, Jankov, Miličín, Praha, Vlašim, Votice.

## Turistika
- Cyklistika – Obcí vede cyklotrasa č. 112 Louňovice pod Blaníkem - Ratměřice - Jankov - Votice - Kosova Hora,

- Pěší turistika – Obcí prochází turistická trasa  Jankov - Ratměřice - Zvěstov - Šlapánov.

## Pamětihodnosti

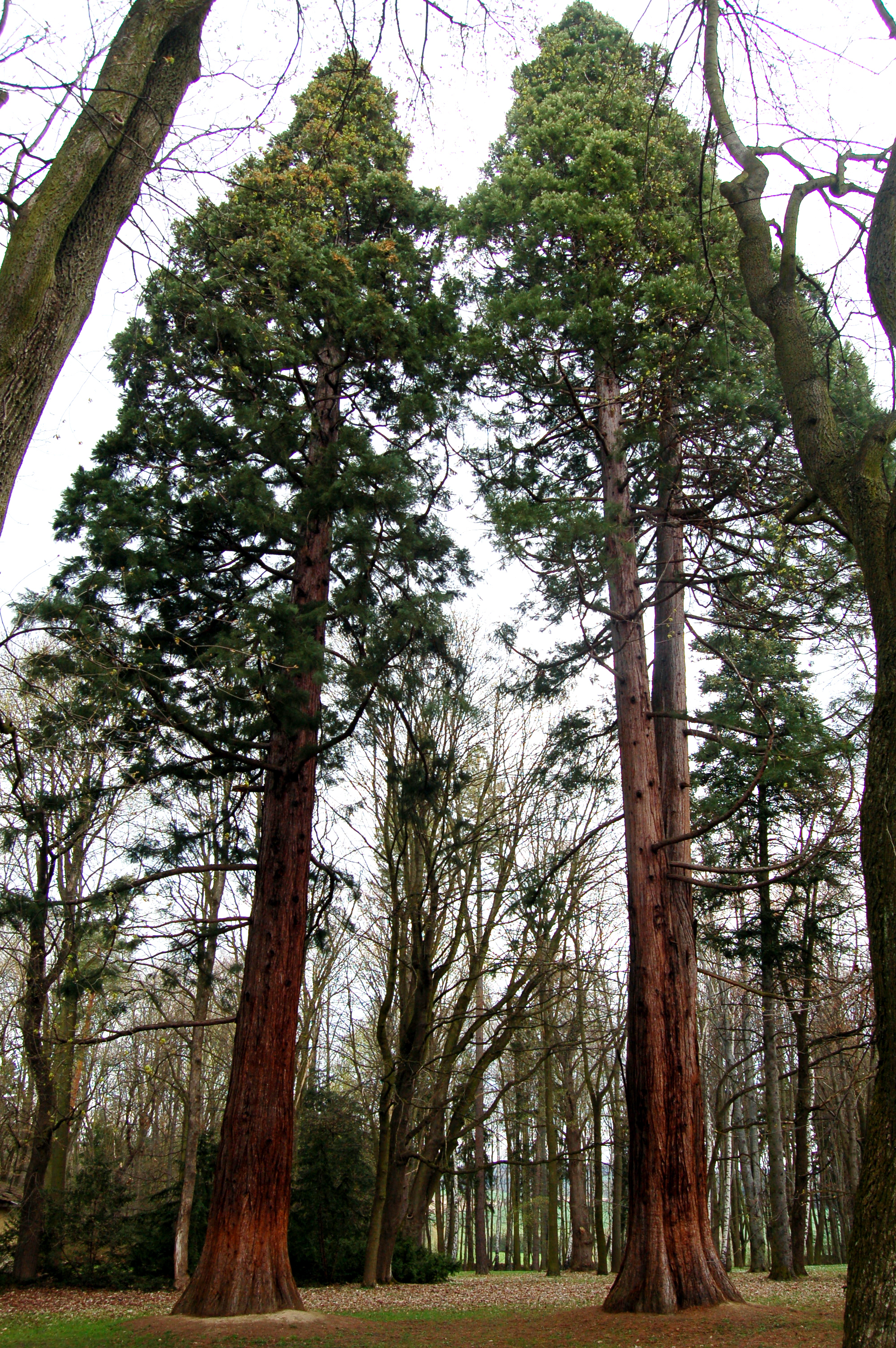
Sekvojovce v zámeckém parku

- Zámek Ratměřice – postaven na objednávku pana Kořenského z Terešova v barokním slohu kolem roku 1750. V roce 1830 byl zámek zakoupen hraběnkou Chotkovou, několikrát přestavován a v jeho okolí byl vybudován anglický park. Nyní má zámek Ratměřice nového majitele, Ing. Tomáše Nováka a prošel rozsáhlou rekonstrukcí. Od roku 2017 je opět otevřen pro veřejnost.
- Sekvojovce obrovské – v dendrologickém parku se nachází nejvyšší sekvojovce na území Česka (přibližně 45 metrů výšky a 7 metrů obvod stromu). Pocházejí ze Sierra Nevady v Kalifornii a byly zde vysazeny přibližně před 150 lety.[12]
- Kostel svatého Havla – postaven kolem roku 1220 v románském slohu avšak ve 14. století byl přestavěn v gotickém stylu
- Venkovská usedlost č.p. 5 se špýcharem a sklípkem
- 15 křížů a křížků[13]